# Erylus decumbens
Erylus decumbens is een sponzensoort uit de familie Geodiidae in de klasse gewone sponzen (Demospongiae).
De wetenschappelijke naam van de soort werd in 1897 gepubliceerd door Lindgren.